# Pseudepeolus fasciatus
Pseudepeolus fasciatus là một loài Hymenoptera trong họ Apidae. Loài này được Holmberg mô tả khoa học năm 1886.